# تيد باسيت
تيد باسيت (بالإنجليزية: Ted Bassett)‏ (1889 في المملكة المتحدة - 25 نوفمبر 1970 في المملكة المتحدة) هو لاعب كرة قدم بريطاني (وحمل سابقاً جنسية المملكة المتحدة لبريطانيا العظمى وأيرلندا) في مركز جناح ‏. لعب مع توتنهام هوتسبير ونادي لوتون تاون ونادي ميلوول ونادي واتفورد ونوتس كاونتي ونادي دارتفورد وCork F.C. ‏ ووينجيت آند فينشلي.